# Porte d'Ivry (stanice metra v Paříži)
Porte d'Ivry je nepřestupní stanice pařížského metra na jihovýchodní větvi linky 7 ve 13. obvodu v Paříži. Nachází se pod Boulevardem Masséna u křižovatky s Avenue d'Ivry a Avenue de la Porte d'Ivry.

## Historie
Stanice byla otevřena 26. dubna 1931, kdy sem byla prodloužena linka ze sousední stanice Porte de Choisy. Až do 1. května 1946 sloužila jako konečná, než byla trať rozšířena dál do Mairie d'Ivry. 16. prosince 2006 byl umožněn přestup na novou tramvajovou linku T3.

## Název
Stanice byla pojmenována po bývalé městské bráně, která v těchto místech stála (porte = brána). Branou procházela silnice z Paříže do sousedního města Ivry-sur-Seine.

## Vstupy
Stanice má vchody na:
- Avenue de la Porte d'Ivry před domy č. 50 a 53, kde se nachází eskalátor pro výstup z nástupiště ve směru Mairie d'Ivry
- Avenue d'Ivry před domem č. 1

## Zajímavosti v okolí
- Poblíž se nachází pařížská asijská čtvrť